# May Wilson Preston
May Wilson Preston (ur. 11 sierpnia 1873 w Nowym Jorku, zm. 18 maja 1949 w  East Hampton) – amerykańska malarka i ilustratorka, znana z ilustracji dla czasopism Harper’s Bazaar i The Saturday Evening Post. Uczestniczyła w wystawie Armory Show w 1913 roku.

## Życiorys i twórczość

### Edukacja
Maj Wilson urodziła się 11 sierpnia 1873 roku w Nowym Jorku, jako jedyne dziecko Johna J. Wilsona i Ann Wilson (z domu Taylor). Wcześnie ujawniła swój talent artystyczny. Mając 16 lat, jeszcze bez wyższego wykształcenia, wzięła udział w założeniu Women's Art Club (późniejszej National Association of Women Artists). W tym samym roku rodzice wysłali ją do Oberlin College w Ohio, gdzie większość czasu spędzała na szkicowaniu okolic i sporządzaniu portretów swoich kolegów. Po trzech latach powróciła do Nowego Jorku i zapisała się do Art Students League, gdzie studiowała w latach 1892–1897 rozwijając swoje umiejętności pod okiem takich artystów jak Robert Henri, John Henry Twachtman i William Merritt Chase. Wiosną 1898 roku wyszła za mąż za Thomasa Henry’ego  Watkinsa. W 1899 roku wyjechała na rok do Paryża, gdzie studiowała pod kierunkiem Jamesa McNeilla Whistlera.

### Działalność artystyczna
Po śmierci męża w 1900 roku rozpoczęła pracę w charakterze ilustratorki. W 1901 roku zilustrowała pierwszy artykuł w Harper’s Bazaar. W czasie działalności artystycznej wznowiła studia, zapisując się do New York School of Art, gdzie poznała Edith Dimock. Obie przeniosły się do Sherwood Studios przy West 57th Street, gdzie wkrótce dołączyła do nich inna studentka sztuki, Lou Seyme. Określane jako „siostry z Sherwood” miały zwyczaj podejmować u siebie młodych artystów i pisarzy. Częstym gościem był u nich malarz James Moore Preston, którego May poznała jeszcze w Paryżu. Oboje pobrali się 19 grudnia 1903 roku, po czym zamieszkali przy East 9th Street. Nie mieli dzieci. James Moore Preston był w bliskich stosunkach z artystami tworzącymi Ashcan School, którzy odrzucili impresjonizm i idealizm, poświęcając w zamian uwagę malowaniu realistycznych scen miejskich. Wśród uczestników byli: William Glackens (który poślubił Edith Dimock), Robert Henri, John French Sloan, George Luks i Everett Shinn. Zrywając z dogmatami National Academy of Design, grupa w 1901 roku powołała do życia Society of Illustrators, którego pierwszym i przez wiele lat jedynym kobiecym członkiem była May Wilson Preston. W 1912 roku artyści ci założyli Association of American Painters and Sculptors (stowarzyszenie amerykańskich malarzy i rzeźbiarzy), sponsorujące w 1913 roku słynną wystawę Armory Show, w której wzięła udział również Maj Wilson Preston. 
Artystka zaczęła jednocześnie odnosić coraz większe sukcesy jako komercyjna ilustratorka. Jej prace pojawiały się regularnie w takich magazynach jak: McClure's, Woman's Home Companion, The Saturday Evening Post, Metropolitan i Harper’s Bazaar. Opatrzyła swymi ilustracjami dwa wczesne opowiadania Francisa Scotta Fitzgeralda, napisane dla The Saturday Evening Post: Myra Meets His Family (z 20 marca 1920 roku) i Bernice Bobs Her Hair (z 1 maja tego samego roku). Ilustrowała też opowiadania Mary Roberts Rinehart, pisane dla The Post.
Ilustracje May Wilson Preston zdobiły również książki takich autorów jak: wspomniana wyżej Mary Roberts Rinehart (Tish: The Chronicle of Her Escapades and Excursions) oraz Ring Lardner (The Real Dope, Gullible's Travels, Etc.), Ellis Parker Butler (The Cheerful Smugglers, The Thin Santa Claus: The Chicken Yard That Was a Christmas Stocking, The Incubator Baby), O. Henry (The Gentle Grafter), Carolyn Wells (The Rubáiyát of Bridge), George Barr McCutcheon (The City of Masks), Anne Warner (Seeing France with Uncle John).
Preston wystawiała swoje prace na wystawach w Nowym Jorku, Londynie i Paryżu, a w 1915 roku otrzymała brązowy medal w San Francisco Panama-Pacific Exposition. Działała poza tym w National Woman's Party, biorąc udział w manifestacjach na rzecz prawa wyborczego dla kobiet. Wraz z nadejściem kryzysu, gdy rynek zamówień się skurczył, przeniosła się wraz z mężem z Nowego Jorku do East Hampton. Z powodu poważnego schorzenia skóry, którego się później nabawiła, musiała porzucić rysowanie. Zajęła się ogrodnictwem. Zmarła w East Hampton w 1949 roku.

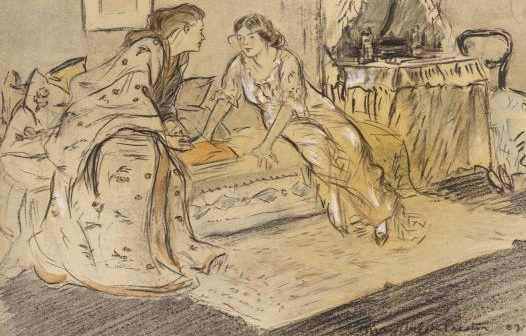
Powierniczki, rysunek/akwarela/gwasz, 1907, Barnes Foundation
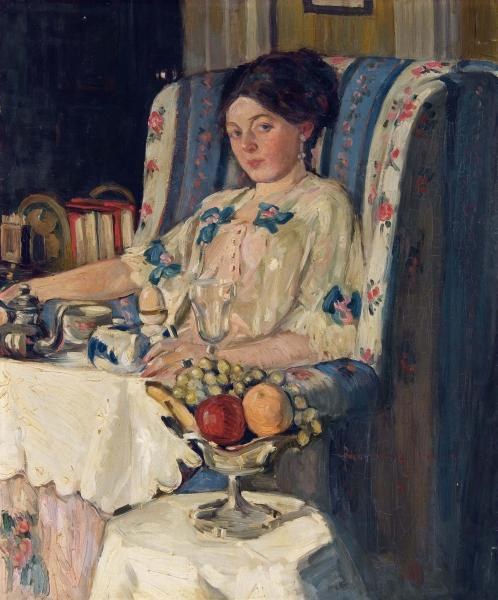
Dejeuner, ok. 1910, obraz olejny, Barnes Foundation
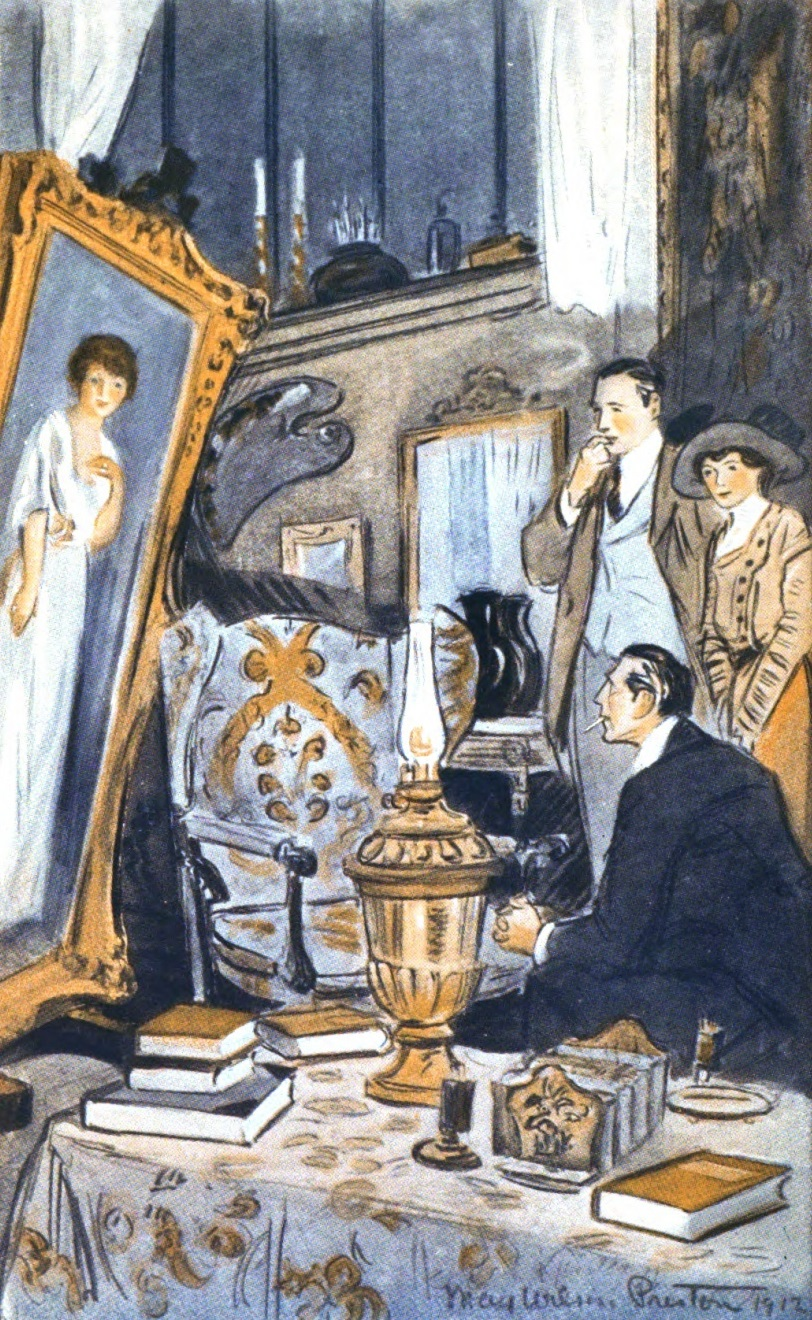
Ulustracja z książki Fame Seekers Alice Woods (1912)
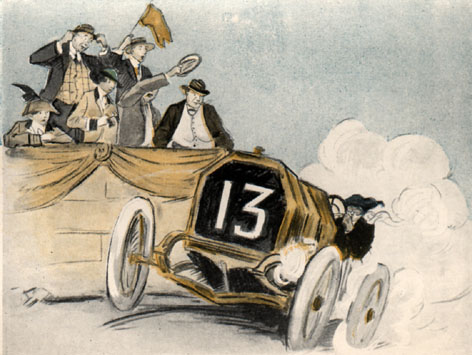
Ilustracja z książki Tish, Mind over Motor Mary Roberts Rinehart (1916)